# Gabriel Kajcsa
Gabriel Kajcsa (n. 7 iulie 1974, Brașov, România) este un portar român retras din activitate. A debutat în Liga 1 în meciul Petrolul Ploiești - FC Brașov 4-2 pe 17 mai 1997. În 2013 s-a apucat de antrenorat obținând licența UEFA B. Peste 2 ani în 2015 promovează cu actuala sa echipă AFC Harman, din liga 4 în liga 3.